# 蔡博仲
蔡博仲（2006年11月5日—）是台灣學生棒球投手。

## 基本資料
- 出生日期：2006年11月05日
- 身高體重：185公分　70公斤
- 投打習慣：右投右打
- 守備位置：投手
- 最快球速：142 km/h
- 親屬關係：蔡昊峻的胞弟

## 經歷
- 雲林縣文昌國小少棒隊
- 雲林縣馬光國中青少棒隊
- 雲林縣麥寮高中青棒隊

## 特殊事蹟
- 2018年10月25日，於臺中市金龍盃全國少棒菁英賽對戰錦興國小少棒隊擔任先發投手，主投5.1局失2分，終場文昌國小以8:1獲勝，隊史首度闖進四強。
- 2020年9月26日，於第五屆桃園盃全國四級棒球錦標賽（青少棒組）對戰泰源國中青少棒隊擔任先發投手，主投6.1局用96球，被擊出5支安打，投出7三振，1次保送，失4分僅2分責失，終場馬光國中以7:4獲勝，隊史首度闖進八強。

## 相關新聞
- 2018-10-25 金龍盃》呂俊憲、蔡博仲出「投」 黑馬文昌首進4強【智林體育台】
- 2019-08-13 菊島盃》蔡昊峻、蔡博仲兄弟守成 馬光奪季軍盼更好【智林體育台】
- 2020-09-26 桃園盃》國二蔡博仲壓制泰源 馬光首參賽就闖8強 （页面存档备份，存于）【智林體育台】
- 2022-03-16 馬光拚連兩年8強 王牌蔡博仲極速142公里 （页面存档备份，存于）【智林體育台】
- 2022-03-20 王牌蔡博仲完投再當中山殺手　馬光奪首勝 （页面存档备份，存于）【ETtoday】